# Ignaz Agricola
Ignaz Agricola (Zusamaltheim, 31 juli 1661 – München, 23 januari 1729) was een Duits historicus, filosoof, theoloog en jezuïet.

## Biografie
Op 28 september 1677 werd Agricola lid van de jezuïetenorde. Op 2 februari 1695 legde hij de drie eeuwige geloften af. Drie jaar lang studeerde hij daar filosofie en vier jaar lang theologie. Daarna doceerde hij twee jaar grammatica bij de orde en twee jaar lang poëtica. De volgende zeven jaar leerde hij retorica en twee jaar lang logica. Vermoedelijk was Ignaz Agricola ook werkzaam in München; daar werd hij in 1719 proost van de Sodalitas major, de Gemeenschap van Christelijk Leven.

## Publicaties (selectie)
- Historia Provinciae Societatis Jesu Germaniae superioris, quinque primas annorum complexa decades (1e deel 1727)
- Historia Provinciae Societatis Jesu Germaniae superioris, quinque primas annorum complexa decades (2e deel 1729)